# Катастрофа Ил-12 под Магаданом (1953)
Катастрофа Ил-12 под Магаданом — авиационная катастрофа самолёта Ил-12П компании Аэрофлот, произошедшая во вторник 27 октября 1953 года близ Магадана, при этом погибли 22 человека.

## Самолёт
Ил-12П с заводским номером 93013102 и серийным 31-02 был выпущен заводом «Знамя Труда» (Москва) 31 декабря 1949 года. Авиалайнер получил регистрационный номер СССР-Л11765 и был передан Главному управлению гражданского воздушного флота, которое в свою очередь направило его в 141-й (Хабаровский) авиационный транспортный отряд Дальневосточного территориального управления гражданского воздушного флота. Общий налёт самолёта составлял 4271 час.

## Экипаж
- Командир воздушного судна — Назаров Фёдор Алексеевич
- Пилот-инструктор — Алтасин Александр Михайлович
- Второй пилот — Журавель Василий Терентьевич
- Бортмеханик — Приезжев Виктор Васильевич
- Бортрадист — Ступин Александр Степанович

## Катастрофа
Самолёт должен был выполнять регулярный пассажирский рейс 105 из Магадана в Хабаровск с промежуточными посадками в Охотске и Николаевске-на-Амуре. Всего на борту находились 27 пассажиров (18 взрослых и 9 детей) и 5 членов экипажа. В регионе в это время стояла тихая погода, небо было затянуто слоисто-дождевыми облаками с нижней границей 400 метров, шёл снег, температура воздуха составляла 2,2° C,, а видимость достигала 2 километров. В 11:16 местного времени (02:16 МСК) рейс 783 вылетел из аэропорта «13 км» (Магадан) в северном направлении (магнитный курс взлёта 025°). Но высоту лайнер набирал медленно, при этом он вскоре резко накренился сперва влево, затем вправо, после чего на высоте 50—70 метров опустил нос и спустя всего пару минут от момента вылета врезался в землю в 6 километрах от аэропорта. При ударе передняя часть фюзеляжа вплоть до 21 рамы разрушилась, в результате чего погиб весь экипаж, а также 17 пассажиров (12 взрослых и 5 детей), то есть всего 22 человека.

## Расследование
В ходе расследования комиссия пришла к мнению, что катастрофа произошла из-за сваливания. Теперь требовалось установить уже причину самого сваливания. При изучении обломков на хвостовой части фюзеляжа был обнаружен слой льда толщиной 5 мм, а на верхней поверхности крыла ледовый слой имел толщину уже 6 миллиметров. Фактически самолёт перед вылетом не был очищен от льда и снега, из-за чего ухудшились его аэродинамические характеристики. К тому же было установлено, что взлётный вес авиалайнера оказался превышен на 994 килограмма. Всё это вместе и привело к потере управления после взлёта.
Виновниками были названы экипаж и руководитель полётов, при этом последний не следил за своими подчинёнными. В тот день погода в регионе была неустойчивой, а аэропорт был закрыт для приёма самолёта. Однако руководитель полётов не контролировал ситуацию с погодой, а также выпустил 13 самолётов, хотя метеорологический минимум аэропорта на приём и выпуск воздушных судов был одинаков. То есть если аэропорт был закрыт для приёма, то он также должен был быть закрыт и на выпуск самолётов, что сделано не было. Когда экипаж предоставил полётное задание, в котором отсутствовали расчёты по загрузке, заправке и взлётному весу самолёта, диспетчер аэропорта данное задание подписал. В результате авиалайнер был допущен к полёту, несмотря на то, что был перегружен и покрыт слоем снега и льда. Главной причиной катастрофы, по мнению следственной комиссии, являлось то, что в Магаданском аэропорту отсутствовал элементарный порядок в руководстве полётами.